# Rakówka (województwo wielkopolskie)
Rakówka – wieś w Polsce położona w województwie wielkopolskim, w powiecie kościańskim, w gminie Czempiń. Na południe od miejscowości rozciągają się obszary Parku Krajobrazowego im. gen. Dezyderego Chłapowskiego.
W 1371 roku Godźwin wraz z matką Jawroszką przekazali Rakówkę klasztorowi w Lubiniu. W XVIII wieku właścicielem Rakówki był Antoni Zakrzewski, podczaszy łęczycki, a potem Adam Wasiłkowski. Pod koniec XIX wieku miejscowość leżała w powiecie śremskim. Posiadłość liczyła 5 domostw i 63 mieszkańców, z czego 48 deklarowało się jako katolicy, a 15 jako protestanci. Majątek obejmował obszar 143,8 ha. W latach 1975–1998 miejscowość położona była w województwie poznańskim. W 2011 roku w Rakówce mieszkało 29 osób.
W Rakówce znajduje się zabytkowy dwór z lat 1925-1928, otoczony parkiem.